# Ecquetot
Ecquetot es una localidad y comuna francesa situada en la región de Alta Normandía, departamento de Eure, en el distrito de Évreux y cantón de Neubourg.

## Demografía
| 175 | 158 | 151 | 215 | 272 | 306 |
| Para los censos de 1962 a 1999 la población legal corresponde a la población sin duplicidades (Fuente: INSEE [Consultar]) |     |     |     |     |     |

## Administración
La comuna forma parte de la Communauté de communes du Plateau de Neubourg. Además está integrada en varios sindicatos intercomunales:
- S.A.E.P de Saint Aubin d'Ecrosville
- Syndicat de transport scolaire du Neubourg
- Syndicat de l'électricité et du gaz de l'Eure (SIEGE)
- S.E.R.G.E.P du pays du Neubourg
- S.I.V.O.S des Villages